# Matiri River
Der Matiri River ist ein Fluss im Tasman District, auf der Südinsel von Neuseeland.

## Geographie
Der Matiri River entspringt in einem südwestlichen Ausläufer des mittleren Teils der Matiri Range, rund 5 km südlich des Mōkihinui River. Auf seinem Weg nach Süden speist und entwässert der Fluss drei Seen. Den mit 4,2 Hektar kleinsten See, den Lake Jeanette erreicht der Fluss nach 3,65 km. Nach weiteren 3,8 km stößt der Matiri River auf einen noch nicht bezeichneten, rund 18,6 Hektar großen länglichen und etwas verzweigten See. Nach knapp 0,92 km verlässt der Fluss den See wieder an seinem südlichen Ende und mündet nach weiteren 14,54 km in den Lake Matiri, in dem das Wasser des Matiri River auf einer Länge von rund 860 m durchfließt. Der letzte Abschnitt des Flusses bis zur Mündung in den Buller River beträgt weitere 16,23 km, sodass sich die Gesamtlänge des Flusses inklusive der Seen auf rund 40 km beläuft.
Die beiden einzigen Nebenflüsse des Matiri River tragen seinen Namen und sind der Matiri River West Branch, der rechtsseitig hinzufließt und der Matiri River East Branch, der als sein linker Nebenfluss gilt. Beide stoßen rund 2,6 km und 1,7 km südlich des Lake Matiri zum Matiri River dazu.

## Nebenflüsse
- Matiri River West Branch, Länge: 13,5 km,
  - Quelle: 41° 37′ 46″ S, 172° 15′ 44″ O, Quellhöhe: 1140 m
  - Mündung: 41° 40′ 58″ S, 172° 19′ 20″ O, Mündungshöhe: 250 m[1][2]
- Matiri River East Branch, Länge: 15,7 km,
  - Quelle: 41° 36′ 58″ S, 172° 24′ 57″ O, Quellhöhe: 1360 m
  - Mündung: 41° 40′ 36″ S, 172° 19′ 33″ O, Mündungshöhe: 255 m[1][2]